# Amerykańskie nastolatki
Amerykańskie nastolatki (ang. Young Americans, 2000) – amerykański serial obyczajowy stworzony przez Stevena Antina.
Światowa premiera serialu miała miejsce 12 lipca 2000 roku na antenie The WB. Ostatni odcinek został wyemitowany 30 sierpnia 2000 roku. W Polsce serial nadawany był na kanale Tele 5.

## Obsada
- Rodney Scott jako Will Krudski
- Mark Famiglietti jako Scout Calhoun
- Katherine Moennig jako Jake Pratt
- Ian Somerhalder jako Hamilton Fleming
- Kate Bosworth jako Bella Banks
- Ed Quinn jako Finn

## Spis odcinków
| N/o              | Tytuł angielski           |
| ---------------- | ------------------------- |
|                  |                           |
| ODCINEK PILOTOWY |                           |
|                  |                           |
| P1               | Pilot                     |
|                  |                           |
| SERIA PIERWSZA   |                           |
|                  |                           |
| 01               | The Beginning             |
|                  |                           |
| 02               | Our Town                  |
|                  |                           |
| 03               | Kiss and Tell             |
|                  |                           |
| 04               | Cinderbella               |
|                  |                           |
| 05               | Winning Isn't Everything  |
|                  |                           |
| 06               | Gone                      |
|                  |                           |
| 07               | Free Will                 |
|                  |                           |
| 08               | Will Bella Scout Her Mom? |
|                  |                           |